# Kleingrison
Der Kleingrison (Galictis cuja) ist eine Art der Säugetiere aus der Familie der Marder. Er ist in weiten Teilen der südlichen Hälfte Südamerikas verbreitet.

## Merkmale
Der Kleingrison hat etwa die Größe und das Gewicht eines Steinmarders und ist etwas kleiner als der verwandte Großgrison (G. vittata). Er erreicht eine Gesamtlänge von etwa 44 bis 68 Zentimetern und eine Schwanzlänge von 13,5 bis 19,0 Zentimetern. Das Gewicht liegt bei etwa 1,2 bis 2,5 Kilogramm.
Der Körper ist schlank mit kurzen Beinen. Der Rücken ist gelblich-braun, der untere Teil des Gesichts unterhalb der Stirn, der untere Bereich des Halses und der Bauch sind schwarz gefärbt. Zwischen diesen beiden Bereichen läuft eine helle Linie am Kopf und Hals bis zu den Schultern.

## Verbreitung

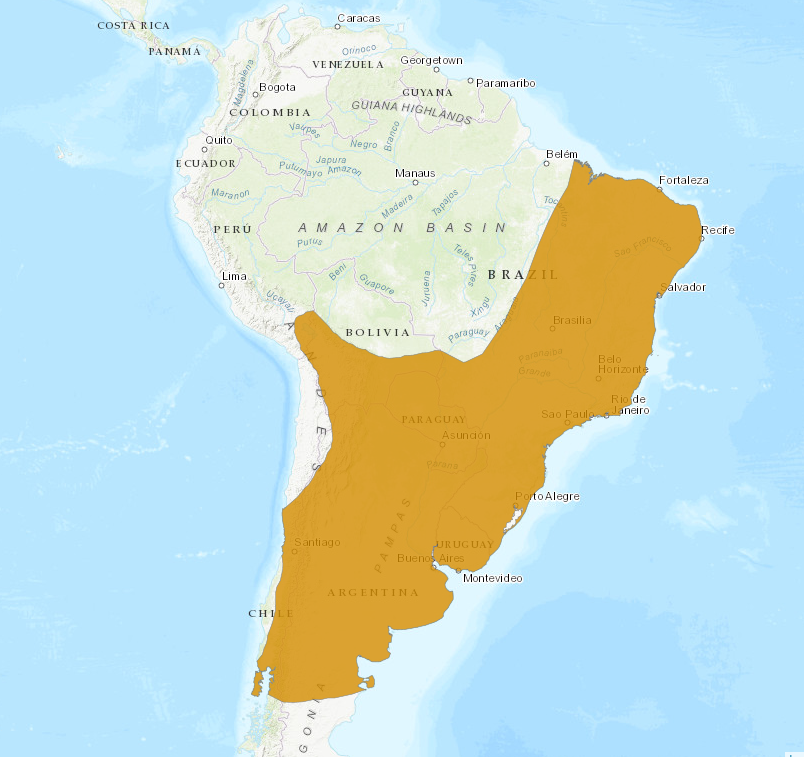
Verbreitungsgebiet des Kleingrisons

Der Kleingrison ist in der südlichen Hälfte Südamerikas verbreitet. Das Verbreitungsgebiet umfasst den Südosten Perus, den Westen und Süden Boliviens, Zentral-Chile, Paraguay, Uruguay, Argentinien und Regionen im Südosten und Süden Brasiliens. Im äußersten Süden (Süd-Patagonien und Feuerland) ist er nicht anzutreffen.
Er kommt in Höhen bis 4200 Meter sowohl in wasserreichen Gebieten wie auch in Trockengebieten wie dem Gran Chaco vor. Dabei lebt er sowohl in Gebieten mit spärlicher Vegetation, als auch in Wäldern, Grasland und auch in den landwirtschaftlich genutzten Gebieten der Pampas.

## Lebensweise
Der Kleingrison ernährt sich unter anderem von kleinen Säugetieren, Vögeln und deren Eiern, Eidechsen, Amphibien und Früchten.